# URL
URL je akronim za eng. pojam Uniform Resource Locator, u prijevodu - ujednačeni ili usklađeni lokator sadržaja (resursa). URL je putanja do određenog sadržaja na Internetu te se obično naziva poveznica, ponekad i mrežna adresa. Sadržaj na kojega upućuje URL može biti HTML dokument (web stranica), slika, ili bilo koja datoteka koja se nalazi na određenom poslužitelju. URL se često koristi kao sinonim za URI. 
URL adresnu sintaksu prvi put je definirao Tim Berners-Lee za primjenu na Webu, a trenutačno korišteni standardi su definirani Internetskim standardom RFC 1738.
URL je jedna od temeljnih inovacija u povijesti Interneta. Sintaksa ove adrese je smišljena kako bi bila generička, proširiva, te u mogućnosti prikazati adresu u bilo kojem setu znakova (uz uporabu ograničenog seta ASCII znakova).

## Primjer
http://upload.wikimedia.org/wikipedia/meta/9/9f/Wikimedia-button1.png je URL adresa koja određuje gdje se na Webu nalazi resurs - digitalna slika Wikimedia-button1.png. 
Prvi dio URL-a (http://) govori da se tom resursu može pristupiti preko HTTP protokola, te da se resurs nalazi na web serveru (točnije hostu) s nazivom domene "upload.wikimedia.org", a nakon toga prikazuje putanju kroz strukturu direktorija na disku tog poslužitelja.